# Nicole Broch Larsen
Nicole Broch Larsen (nascido em 14 de maio de 1993) é uma golfista profissional dinamarquesa.

## Rio 2016
Broch Larsen representou a Dinamarca no golfe nos Jogos Olímpicos de Verão de 2016, no Rio de Janeiro, Brasil.